# Leucopternis
Leucopternis es un género de aves accipitriformes de la familia Accipitridae que incluye varias especies de rapaces de la Región Neotropical.

## Especies
Se reconocen 10 especies de Leucopternis:
| Especie                   | Nombre común                                                              |
| ------------------------- | ------------------------------------------------------------------------- |
| Leucopternis schistacea   | busardo pizarroso (gavilán patirrojo)                                     |
| Leucopternis plumbea      | busardo plomizo (gavilán pizarra)                                         |
| Leucopternis princeps     | busardo azoreño (gavilán príncipe)                                        |
| Leucopternis melanops     | busardo carinegro (gavilán carinegro)                                     |
| Leucopternis kuhli        | busardo cejiblanco (gavilán de cabeza negra)                              |
| Leucopternis lacernulata  | busardo cuelliblanco (gavilán blanco y gris)                              |
| Leucopternis semiplumbea  | busardo semiplomizo (gavilán de cabeza gris, gavilán gris)                |
| Leucopternis albicollis   | busardo blanco (aguililla blanca, gavilán blanco y negro, gavilán blanco) |
| Leucopternis occidentalis | busardo dorsigrís (gavilán dorsigrís)                                     |
| Leucopternis polionota    | busardo blanquinegro (aguilucho blanco, gavilán blanco)                   |